# Кирунда, Джон Лувулиза
Джон (Магола) Лувулиза Кирунда (англ. John (Magola) Luwuliza Kirunda; 1940, село Булугодха, близ Бюзмбатии, протекторат Уганда — 8 августа 2005, Зимбабве) — угандийский государственный деятель, министр иностранных дел Уганды (1985).

## Биография
Окончил колледж Бусога Мвири, Получил медицинское образование в колледже Макерере (впоследствии Университет Макерере),  позже он поступил в Лидский университет в Великобритании, где окончил Королевской колледж акушеров и гинекологов. Оставался в Великобритании до начала 1970-х гг. Работал гинекологом и консультантом-акушером.
Вернулся в Уганду в 1971 г., как раз во время военного переворота во главе с  Иди Амином, когда многие члены партии Народный конгресс Уганды были вынуждены бежать из страны. Несколько месяцев он проработал на родине, но в 1973 г. скрылся в Замбии и преподавал в кампусе Риджуэя Университета Замбии. Там он был избран в состав Национального консультативного совета, который стал переходным парламентом после падения режима Амина.
В 1980—1985 гг. занимал пост министра внутренних дел в администрации президента Милтона Оботе. Был одним из главных соучастников Оботе в кампании террора, развязанного в период вспыхнувшей в тот период Гражданской войны. В этот период обычной практикой стало задержание граждан без санкции суда. Был одним из инициаторов операций Panda Gari (дословно «Подняться в грузовик»), когда похищали мирных граждан по подозрению в содействии повстанцам и больше их никто не видел.
Также занимал пост Генерального секретаря Народного конгресса Уганды.
В 1985 г. являлся министром иностранных дел Уганды.
После падения режима Оботе покинул страну и жил в Зимбабве, где и скончался. Похоронен в родном селе Булугодха в Уганде.